# موضع معقد GNAS
موضع معقد GNAS هو موضع جين في الإنسان، وهو المنتج الأساسي للوحدة الفرعية ألفا Gs لبروتين ج ثلاثي متغاير المكوِّن الرئيسي لمسارات توصيل إشارة إنزيم محلقة الأدينيلات المنظَّم بمستقبل مقترن بالبروتين ج.
"GNAS" اختصار لـ «بروتين ربط نيوكليوتيدات الجوانين-عديد الببتيد ذو نشاط محفِّز لألفا» (بالإنجليزية: Guanine Nucleotide binding protein, Alpha Stimulating activity polypeptide)‏.